# Военно-морской флаг Украины
Военно-морской флаг Украины, официальное название — Военно-Морской Флаг Вооружённых Сил Украины (укр. Військово-Морський Прапор Збройних Сил України) — флаг Военно-морских сил Украины и кормовой флаг кораблей украинского военно-морского флота.
Представляет собой слегка изменённый исторический флаг Украинского Флота, который был утверждён Морским министерством 18 июля 1918 года в правление гетмана Павла Скоропадского.
Современная версия флага учреждена 20 июня 2006 года Указом Президента Украины № 551/2006.

## Описание
Военно-Морской Флаг Вооружённых Сил Украины представляет собой прямоугольное полотнище белого цвета с соотношением сторон 2:3, в центре которого размещён прямой крест синего цвета, а в верхнем левом углу полотнища (крыже) — Государственный Флаг Украины. С трёх сторон (кроме крыжа) крест имеет синюю окантовку, размещённую на расстоянии 1/4 ширины сторон креста.
Ширина сторон креста составляет 1/15 от длины полотнища, а ширина окантовки — 1/4 ширины сторон креста.
Обе стороны полотнища флага зеркально идентичны.
Оригинальный текст (укр.)Військово-Морський Прапор Збройних Сил України являє собою прямокутне полотнище білого кольору зі співвідношенням сторін 2:3, у центрі якого розміщено прямий хрест синього кольору, а у верхньому лівому куті полотнища (крижі) — Державний Прапор України. З трьох сторін (окрім крижа) хрест має синю облямівку, розміщену на відстані в 1/4 ширини сторін хреста.

Ширина сторін хреста становить 1/15 від довжини полотнища, а ширина облямівки — 1/4 ширини сторін хреста.

Обидві сторони полотнища прапора дзеркально ідентичні.

## История

### Казачьи знамёна XVI—XVIII вв
В казачьем войске было три вида знамён:
- корогва (хоругвь) всего войска она же гетманская,
- хоругви полковые,
- хоругви сотенные.

Кроме этого, были ещё значки, маленькие хоругви мелких казацких подразделений.
Первые флотилии казацкого флота с конца XV столетия выходили в походы под большой сечевой хоругвью (корогвою) красно-малинового цвета, на лицевой стороне которой были изображены солярные знаки (луна, звезды), а основу символики составлял крест. На обратной стороне размещалось изображение святого Архангела Михаила, предводителя и воеводы Небесного Воинства и покровителя казаков во время морских походов.
| Средина XVII века — 05.04.1775 Лицевая и оборотная сторона большой хоругви Войска Запорожского Низового (Запорожской Сечи) |

Корогва (хоругвь) одновременно являлась флагом казачьего войска и на протяжении всего своего времени существования она была одним из главнейших клейнодов казацкого войска. Сохранялась хоругвь в сечевой церкви, её вынос был обязательным и главным атрибутом казацких ритуалов. Вместе с тем, казаки использовали множество других, самых различных знамён, среди которых было много знамён жалованных иностранными правителями.
Рядом с традиционным казацким золотым крестом на малиновом поле, широко использовался и белый крест на синем поле, также красно-малиновый или синий крест на белом поле со Святым Николаем на обратной стороне.
На своих чайках, кроме сечевой хоругви, казаки также держали полковые и куренные знамёна и значки, которые исполняли функции боевых знамён.
Флаги куреней и паланок были преимущественно малиновые, с изображением Архистратига Михаила или белого креста, иногда среди них встречались образцы жёлто-синей расцветки.
Вообще же они были самых различных цветов и рисунков, но чаще всего они имели прямоугольную или трапециевидную форму. Значки мелких казацких подразделений были преимущественно треугольными.
Под такими знамёнами казаки воевали до 1734 года, когда императрица Анна Иоанновна даровала Новой Сечи флаг, на котором на малиновом фоне был изображён трёхмачтовый боевой корабль, над которым размещались фигуры Архангела Михаила (слева) и Пресвятой Богородицы (справа).
На лицевой стороне флага изображён чёрный двуглавый орёл со звёздами, в окружении фигур святых — «Спасителя, благословляющего казаков на брань, с семнадцатью звёздами кругом него» и «архангела Михаила с огненным мечом в правой руке». По кайме знамени надпись: «Сие знамя в войско ея императорского величества низовое сделано коштом пехоты воюющей того же войска по Чёрном морю також по рекам Днепру и Дунаю»
Этот флаг среди историков получил название «морского казацкого флага», но он вручался казакам как общевойсковой клейнод. Скорее всего, его вручение следует считать фактом признания империей морских заслуг и доблести казацкого флота. Это был практически единственный случай, когда композиционную основу флага составляли не христианские символы (кресты, лики святых), а средство победы над врагом, в данном случае — боевой корабль.
Под этим флагом казаки воевали в русско-турецкую войну 1735—1739 гг.
Примечательно, что этот флаг вместе с ещё 13 куренными хоругвями после окончательного уничтожения Сечи российскими войсками в 1775 году как военный трофей попал к князю Григорию Потемкину. После его смерти флаг оказался в императорском Эрмитаже, где и хранится до наших дней. Этот флаг сфотографировал и в 1924 г. подробно описал украинский историк Николай Макаренко. Копия этого флага, изготовленная в начале XX в. доступна во Львове.
После уничтожения Сечи, большая часть казацкого флота перешла за Дунай, где была основана Задунайская Сечь. Символика, в первую очередь флаг, снова была изменена, ей возвратили мотивы запорожских хоругвей раннего образца. Сечевым казацким флагом стала белого цвета хоругвь с золотым крестом посередине с одной стороны и золотым полумесяцем на чёрном поле с другой стороны. Обратная сторона флага с полумесяцем означала зависимость от турецкого султана.
Начавшаяся русско-турецкая война 1787—1792 гг. разделила казаков, и часть из них вернулась в Российскую империю, где они были приняты в Войско Верных Запорожцев.
В 1787 году, после восстановления Запорожского флота в виде Лиманской (Черноморской) флотилии Войска верных казаков, императрица Екатерина II пожаловала ей казацкий боевой флаг, который представлял собой белое полотнище с синим крестом. Флаги Войска верных казаков и его Лиманской флотилии по символическому содержанию практически полностью совпадали с флагом Задунайской флотилии. Только цвет креста был изменён с золотого на синий. Синий «греческий» крест считался символом Святого Михаила. Однако после завершения войны 1792 года запорожцы были депортированы в Кубань. После этого украинские моряки были уже не самостоятельной или автономной частью российского флота, а его составляющей частью. С этого времени и вплоть до 1918 года украинские моряки на 126 лет были лишены права обладать собственной военно-морской символикой и поэтому они бороздили моря и океаны под российским императорским Андреевским флагом.
В качестве заключения, следует отметить, что в символике казацких флагов утвердились два основных мотива: 1) изображения креста; 2) изображения святых Архангела Михаила или Святого Николая. Среди цветов доминировали малиновый, белый, голубой и синий цвета.
Казацкие традиции стали геральдической базой для создания военно-морской символики национального флота в 1918 г.

### Военно-морской флаг Украинской Народной Республики
14 января 1918 года Центральным советом УНР (Центральной Радой, от укр. Центральна Рада) был утверждён разработанный Генеральным секретариатом «Временный закон про флот Украинской Народной Республики», которым весь военный и торговый флот на Чёрном море объявлялся флотом УНР. Второй пункт закона касался военно-морского флага УНР.
II. Флагом Украинского военного флота является полотнище в двух: жёлтом и голубом цветах. В кряже голубого цвета исторический золотой тризубец времён Украинско-Руського государства Х ст.
Оригинальный текст (укр.)
II. Прапором Української війскової флоти є полотнище в двох: жовтому і блакитному кольорах. В кряжі блакитного кольору історичний золотий тризубець часів Українсько-Руської держави Х ст.
Примечательна история появления на украинском военно-морском флаге трезубца с крестом. Когда на заседании Секретариата рассматривался закон про флот, социал-демократы были против того, чтобы на среднем его зубе был крест. Однако старший лейтенант Михаил Билинский заявил, что «моряки в море без креста не выйдут». Также он заявил, что этот крест послужит памятным знаком для украинцев, погибших во время войны, и одновременно будет служить напоминанием о старых казацких морских флагах. Против этого аргумента оппоненты Билинского ничего сказать не смогли. Так на полотнище первого украинского военно-морского флага появился золотой крест в навершии знака Святого Владимира Великого, как память о подвиге экипажа минного заградителя «Прут», погибшего 29 октября 1914 года, команда которого была укомплектована практически полностью из одних украинцев.
Особо надо отметить тот факт, что трезубец как символ появился впервые именно на военно-морском флаге Украины, задолго до того как этот трезубец был утверждён малым Государственным гербом Украины.

### Военно-морской флаг Украинского Государства
В период правления гетмана Скоропадского выяснилось, что военно-морской флаг, утверждённый 14 января 1918 года, не позволяет разработать на его основе разветвлённую систему должностных и межведомственных флагов.
С этой целью гетманом Скоропадским в мае была создана геральдическая комиссия, занимавшаяся этими вопросами.
Единого мнения касательно того, каким должен быть флаг Украинского Державного Флота, не существовало. Например, 20 мая 1918 года начальник портов Чёрного моря адмирал Покровский и старший лейтенант Деменко обратились к товарищу морского министра контр-адмиралу Н.Максимову с просьбой утвердить военно-морской «андреевский» флаг России в качестве кормового флага Украины. Максимов согласился.
Возрождение андреевского флага объяснялось тем, что апостол Андрей проповедовал именно на территории Украины, к тому же в самой России этот флаг уже официально не употреблялся. Покровский считал, что украинцы внесли огромный вклад в развитие российского флота, поэтому Украинская Держава имеет полное право на этот флаг. Однако андреевский флаг для украинского флота так и не был утверждён.
Тогда был предложен следующий вариант. 16 июля 1918 года гетман Скоропадский одобрил, а приказом 192/44 (18 июля) утвердил новый образец военно-морского флага, созданный геральдической комиссией на основе флагов германских и британских флотов, но с учётом украинских морских традиций.
Флаг был белый, с синим крестом, равным по толщине 1/11 части длины полотнища, крест обрамлялся узкими белой и синей полосками (ширина обеих равнялась 1/8 толщины креста), в крыже располагался украинский национальный флаг, поверх которого находился золотой трезубец с крестом над средним зубом. Крест над трезубцем был сохранён, как отмечал Святослав Шрамченко:

«Как традиция, которая происходит от того креста, что был на запорожских флагах, под которыми казаки плавали на чайках по Чёрному морю в далёкие славные дни»
Оригинальный текст (укр.)«яко традиція, що походить від того хреста, який був на запорозьких прапорах, під якими вони плавали на чайках по Чорному морю в дні далекої славної минувщини»

17 июля 1918 года товарищ Морского министра Н.Максимов отослал Министру иностранных дел описание и рисунок этого военного флага, и уже вскоре новый флаг был поднят повсеместно на всех кораблях украинского флота.
В документах Украинской Державы флаг описывался следующим образом:

Военный флагъ Украинского Государства: — по бьлому полю синій крестъ, раздьляющій его на четыре равныхъ квадрата.
Ширина креста равняется ½ общей длины флага. Крестъ окаймленъ синимъ кантом, шириною въ 1/8 ширины креста, который проходитъ вокругъ него отступя на 1/8 его ширины, за исключеніемъ сторонъ прилегающихъ къ львому верхнему квадрату. Въ поль льваго верхняго квадрата, отступя на 1/8 ширины креста помьщается національный флагъ Государства (состоящій изъ голубой и жёлтой горизонтальныхъ полосъ) въ центрь котораго находится золотая печатка Святого Владиміра, такой же ширины, какъ и крестъ и въ 1 ½ раза выше своей ширины. Флагъ изготовляется изъ матеріала соотвьтствующаго цвьта, а печатка изображается золотою краскою.
Оригинальный текст (укр.)
Військовий прапор Украінськоі Держави — білий прапор з рівним синім хрестом, якій ділить прапор на чотире рівних частини. Ширина хреста — 1/11 всеі довжини прапора. Відступивши 1/8 ширини хреста, проходить кругом нього такоі ж ширини (і.г. теж 1/8 ширини хреста) синя смужка, крім тіх його боків які прилягають до крижа.
В крижі ж теж відступивши 1/8 ширини хреста від його боків міститься національний прапор Держави, (складений з блакитноі і жовтоі горізонтальних смуг), в центрі якого міститься золота печатка Св. Володимира такоі ж ширини як хрест і в 1 ½ раза вище своеі ширини. Прапор шьеться з матеріі відповідного кольору, а печатка малюеться бронзовою фарбою .

- Гюйс Украинского Державного Флота
- Военный флаг Украинской Державы от 18 июля 1918 г.

Примечательно, что гюйс по просьбе Покровского решили оставить прежним, повторяющим российский гюйс. Считалось, что это символизирует былую славу Черноморского флота.
17 сентября того же года дополнительно были утверждены морские должностные флаги и вымпел (майвець).
Однако ВМС Украины реализоваться в полной мере в силу различных причин в то время не удалось. В конце 1918 г. весь Черноморский флот был захвачен странами Антанты. В то же время в Украинской Державе произошла революция и началась вторая украинско-большевистская война.
Новое правительство Директории УНР флаг ВМС не изменяло.
С окончательным падением УНР в 1921 году украинский военно-морской флаг уступает место советскому красному флагу.
Однако оригинал и первый изготовленный образец флага был сохранён адъютантом министра морских дел УНР капитан-лейтенантом Святославом Шрамченко. В настоящее время этот флаг сохраняется в украинском национальном музее в Чикаго.
Возрождение национальных военно-морских традиций стало возможным только после развала СССР в 1991 г.

## Современный флаг ВМС Украины

### Возрождая гетманский флаг (1992—1994)
Вопрос о флотской символике стал актуальным после формирования организационной группы ВМС Украины в Севастополе в апреле 1992 года. Большой проблемой было то, что история национальной символики была тогда мало изученной, и большинству офицеров неизвестной. Командующим ВМС контр-адмиралом Борисом Кожиным, с целью ликвидации этого пробела, была выделена группа офицеров орггрупы, в которую вошли капитан 3 ранга Мирослав Мамчак, лейтенант Андрей Науменко, капитан 2 ранга Константин Иванко, подполковник Владимир Черевко и майор Александр Дерновой. Руководителем группы стал и. о. заместителя командующего ВМС по социально-психологической работе капитан 1 ранга Анатолий Данилов, а общее руководство разработкой символики ВМС Украины осуществлял начальник штаба орггрупы ВМС капитан 2 ранга Юрий Шалит. Поначалу орггруппе очень не хватало специальной литературы. Однако постепенно ситуация начала проясняться. В середине апреля 1992 года в орггрупу ВМС прибыл и. о. начальника управления ВМС Главного штаба ВС Украины капитан 3 ранга Игорь Тенюх. Он имел с собой образец флага флота УНР 1918—1921 годов, который он и предложил принять флагом Военно-Морских Сил Украины. В этом виделась передача и правопреемственность исторических традиций национального флота. 11 мая 1992 контр-адмирал Борис Кожин вынес вопрос флага на обсуждение орггрупы. Офицеры орггрупы единогласно проголосовали рекомендовать руководству Вооружённых сил утвердить флаг флота УНР флагом Военно-морских сил Украины.
На базе этого флага командующий ВМС распорядился разработать остальную символику для ВМС Украины, и в июне 1992 года первый альбом с предложениями от орггрупы был направлен в Главный штаб Вооружённых Сил Украины. К предложениям был включён и проект корабельного гюйса. Первым временным гюйсом командующий ВМС утвердил голубое полотнище с бронзовым трезубцем посередине.
Значительную помощь морякам в вопросе символики предоставил представитель львовского РУХа Орест Карелин-Романишин, который в то время был одним из немногих специалистов по вексиллологии на Украине. Он несколько раз приезжал в Севастополь и собственноручно сшил Военно-морские флаги для первых кораблей и морской пехоты Украинского флота.
Тем не менее, окончательное решение вопроса флотской, как и общевойсковой символики затягивалось, поэтому на первом новом корабле ВМС — корабля управления «Славутич» — взамен Военно-морского флага 28 июля 1992 г. пришлось поднимать Государственный флаг Украины. Флаг образца 1918 года для корабля сумели достать только в ноябре 1992 года.
Однако в Министерстве обороны Украины появилась оппозиция к предложениям военных моряков. Председатель комиссии по разработке символики, заместитель министра обороны генерал-лейтенант Иван Бижан не понимал, почему флотская символика так резко отличается от проектов символики других видов Вооружённых Сил. Объяснение сделал старший офицер Главного управления ВМС ГШ ВС Украины капитан 1 ранга Валентин Полевой. Он заявил, что синий крест является символом Святого Николая, покровителя моряков всех времён и морей, и что наши моряки без образа и символа своего покровителя в море не выходят. И хотя его аргументы не совсем соответствовали истине, оппозиция против них оказалась бессильной. Проект был допущен к утверждению министром обороны Украины. Осмотрев проект Военно-морского флага, Константин Морозов утвердил предложение военных моряков, отметив при этом, что ВМС Украины первыми из других видов Вооружённых Сил определились со своим знаменем. Единственным изменением, которое было внесено во флаг флота УНР, стала замена трезубца времён УНР на современный Малый Герб Украины.
Утверждённый министром обороны Украины и согласованный с Президентом Украины — Верховным Главнокомандующим Вооружённых Сил Украины Леонидом Кравчуком Военно-морской флаг впервые в истории современных Военно-морских сил Вооружённых Сил Украины в присутствии делегации из Донецкой области был торжественно поднят на десантном корабле на воздушной подушке «Донецк» 26 июня 1993 года в феодосийском ПО «Море». Флаг поднимали капитан 2 ранга Николай Жибарев и командир корабля капитан 3 ранга Александр Зверев. Через неделю, 4 июля 1993 года, Военно-морской флаг Украины, освящённый Патриархом Киевским и всея Украины-Руси Филаретом в присутствии многочисленных делегаций был торжественно поднят на флагштоке фрегата «Гетьман Сагайдачный» в ВО «Залив» г. Керчь.
На этих кораблях наряду с Военно-морским флагом впервые был поднят и гюйс нового образца.
Однако законодательное утверждение военной символики все ещё оставался нерешённым, так как согласно принятым 21 октября 1993 года дополнениям в Закон Украины «О Вооруженных Силах Украины» право утверждения Боевых знамён воинских частей и флагов видов Вооружённых Сил Украины было предоставлено Верховной Раде Украины.
Первый в Военно-морских силах Боевой флаг в 1994 году был вручён Севастопольскому Военно-морскому институту, а за ним в 1995 году — 4-й отдельной бригаде морской пехоты.
Флаг Военно-морских сил Украины впервые был продемонстрирован фрегатом «Гетман Сагайдачный» в июне-июле 1994 года, во время похода в Руан (Франция) на празднование 50-летия высадки десанта союзников «Армада Свободы». Там, среди кораблей военных флотов, которые представляли большинство морских держав мира, флаг и гюйс Военно-морских сил впервые демонстрировал международному обществу военно-морскую символику Украины.

### Вариант без национального флага в кантоне (1995)
По возвращении из похода фрегата «Гетман Сагайдачный» заместитель министра обороны — командующий ВМС Украины вице-адмирал Владимир Безкоровайный поставил вопрос замены корабельного гюйса. Гюйс, по его утверждениям, был не практичен, не просматривался на поверхности воды, и быстро выгорал, кроме того, в то время не было возможности организовать его промышленное производство — гюйс пока не был законодательно утверждён. В Руане многим запомнился пример многих иностранных флотов, в первую очередь французских ВМС, которые в качестве гюйса (крепостной флаг) использовали Государственный флаг.
Потом пришла очередь изменения кормового флага. Вице-адмирал В. Безкоровайный, как и многие в Министерстве обороны и в штабе ВМС, посчитали, что флаг ВМС слишком перегружен символикой. Разработкой «Положения о Военно-морском флаге и гюйсе» командующий поручил заниматься офицерам научного центра ВМС, которых возглавил вице-адмирал запаса Николай Клитный. Результатом их работы стал проект Военно-морского флага, который представлял собой белое полотнище, которое пересекал прямой синий крест с бело-синей каймой. Желто-голубой кантон с флага убирался. Этот флаг был утверждён адмиралом Безкоровайным.
Приказом командующего Военно-морских сил Украины «О введении в действие временного Положения о Военно-морском флаге Украины» от 8 декабря 1994 г. вводилось в действие «временное Положение о Военно-морской флаг Украины», а второй пункт определял, что «кораблям 1-го и 2-го рангов поднимать Государственный флаг Украины на гюйсштоках и считать его гюйсом (крепостным флагом)».
Так новый образец флага ВМС Украины в декабре 1994 году появился на флагштоках кораблей. Однако в результате местной самодеятельности, на некоторых кораблях стали поднимать флаги просто с одним синим крестом, без каймы.

### Современный флаг ВМС Украины (1996)
С начала 1996 года Военно-морские силы Украины начали подготовку к своим первым оперативно-тактическим учениям «Море-96» и к первому в своей истории трансатлантическому походу. Вопрос с символикой оставался нерешённым, не было утверждённых проектов не только флага ВМС, но и должностных флагов, вымпела и другой флотской символики.
Разработка флотской символики интересовала не только военных моряков, но и общественность.
В мае члены комиссии повезли альбом с оформленными проектами на согласование в министерство обороны Украины. В Киеве к этой работе подключился бывший офицер ВМС, народный депутат Украины капитан 1 ранга Евгений Лупаков и севастопольский член «Просвиты» Любовь Гуляева. Этот проект и был утверждён министром обороны Украины генерал-полковником Александром Кузьмуком.
На первых оперативно-тактических учениях Военно-морских сил Украины «Море-96» 1 августа 1996 года и во время похода того же года фрегат «Гетман Сагайдачный» и большого десантного корабля «Константин Ольшанский» с визитом в США над морями и океанами развевались утверждённые министром обороны Украины Военно-морские флаги Украинского флота.
Результатом дальнейшей совместной работы комиссии и геральдического клуба «Мадрид» стало представление 7 апреля 1997 министру обороны Украины генерал-полковнику А. Кузьмуку нового альбома с проектами флагов и отличий Военно-морских сил Украины, который создавали целостную систему военно-морской символики. В альбом входили описания Военно-морского флага Украины, знамён воинских частей и соединений ВМС, гюйса, флагов вспомогательных судов, аварийно-спасательной службы, должностных флагов Президента Украины — Верховного Главнокомандующего Вооружённых Сил Украины, министра обороны, командующего ВМС, командиров морского района (эскадры) и соединений, брейд-вымпел командира дивизиона и вымпел корабля.
Утверждённые министром обороны Украины генерал-полковником Александром Кузьмуком 10 должностных флагов и знамён соединений, гюйс, вымпел и брейд-вымпел впервые создали единую систему военно-морской символики Украины. 14 июля 1997 Военно-морские флаги и гюйс, предназначенные для кораблей и судов Украинского флота, были торжественно освящены во Владимирском соборе в Киеве Главой Украинской Православной церкви Патриархом Филаретом. Этим актом министерство обороны Украины и Военно-морские силы окончательно определились с военно-морской символикой. После завершения в июне-июле раздела Черноморского флота бывшего СССР, 1 августа 1997 года, утверждённые и освящённые флаги были торжественно вручены командирам кораблей и подняты на всех кораблях и судах, которые вошли в Военно-морские силы Украины.
Эти флаги законодательно были утверждены только в июне 2006 года. Этот же флаг, но только с белыми крестом и каймой на зелёном полотнище используется Морской Охраной.